# Coppa del Mondo di slalom gigante (snowboard)
La Coppa del Mondo di slalom gigante era un trofeo assegnato annualmente dalla Federazione Internazionale Sci (FIS), a partire dalla stagione 1994/1995 e fino alla stagione 2001/2002, allo snowboarder ed alla snowboarder che otteneva il punteggio complessivo più alto nelle gare di slalom gigante del circuito della Coppa del Mondo di snowboard.

## Albo d'oro
| Stagione  | Uomini            | Uomini      | Donne                   | Donne     |
| Stagione  | Vincitore         | Nazionale   | Vincitrice              | Nazionale |
| --------- | ----------------- | ----------- | ----------------------- | --------- |
| 1994/1995 | Mike Jacoby       | Stati Uniti | Karine Ruby             | Francia   |
| 1995/1996 | Mike Jacoby (2)   | Stati Uniti | Karine Ruby             | Francia   |
| 1996/1997 | Peter Pechhacker  | Austria     | Karine Ruby             | Francia   |
| 1997/1998 | Nicolas Conte     | Francia     | Karine Ruby             | Francia   |
| 1998/1999 | Stefan Kaltschütz | Austria     | Margherita Parini       | Italia    |
| 1999/2000 | Mathieu Bozzetto  | Francia     | Margherita Parini (2)   | Italia    |
| 2000/2001 | Walter Feichter   | Italia      | Karine Ruby (5)         | Francia   |
| 2001/2002 | Dejan Košir       | Slovenia    | Stefanie von Siebenthal | Svizzera  |